# Victor Duvant
Pour les articles homonymes, voir Duvant.
Victor Duvant, né le 3 mars 1889 à Valenciennes et mort dans la même ville le 13 septembre 1963, est un gymnaste artistique français. Il est référencé dans la base de données du Comité international olympique sous le nom de Georges Duvant.

## Biographie
Victor Duvant, aîné de sept enfants, s'intéresse très vite au sport. Ouvrier peintre, il devient membre de l'Union gymnique de Valenciennes. Il remporte avec l'équipe de France de gymnastique la médaille de bronze au concours général par équipes aux Jeux olympiques d'été de 1920 à Anvers. Il est ensuite entraîneur de gymnastique à Saint-Saulve. Une salle du gymnase de Valenciennes porte son nom.